# تأريخ نسبي
التأريخ النسبي هو العلم الذي يحدد الترتيب النسبي للأحداث الماضية، دون تحديد تاريخها المطلق بالضرورة. وفي الجيولوجيا، من الممكن استخدام الصخور أو الرواسب السطحية، أو المستحاثات والخصائص الحجرية لربط عمود طبقي بآخر. فقبل اكتشاف التأريخ الإشعاعي الذي قدم وسيلة للتأريخ المطلق في أوائل القرن العشرين، اقتصر علماء الآثار والجيولوجيون إلى حد كبير على استخدام وسائل التأريخ النسبي لتحديد الأحداث الجيولوجية.
وعلى الرغم من أن التأريخ النسبي لا يحدد سوى الترتيب التسلسلي الذي تقع به سلسلة من الأحداث، ليس عندما تحدث، إلا أنها تبقى تقنية مفيدة وخاصة في المواد التي تفتقر إلى النظائر المشعة. ويعد التأريخ النسبي بواسطة دراسة الطبقات الحيوية الطريقة المفضلة في علم الأحياء القديمة، وهو في بعض النواحي أكثر دقة (ستانلي، 167-69). وقد كان قانون تعاقب الطبقات ملخص نتاج «التأريخ النسبي» كما لوحظ في الجيولوجيا من القرن السابع عشر وحتى القرن العشرين.
تم اكتشاف الترتيب العادي لوقوع الحفريات في طبقات الصخور عام 1800 تقريبًا على يد ويليام سميث. وأثناء حفر قناة سومرست كول في جنوب غرب إنجلترا، وجد أن الحفريات كانت دائمًا في نفس الترتيب في الطبقات الصخرية. ومع مواصلة عمله كمساح، وجد نفس الأنماط في جميع أنحاء إنجلترا. كما وجد أيضًا أن بعض الحيوانات لم توجد سوى في طبقات معينة فقط، وأنهم كانوا في نفس الطبقات في جميع أنحاء إنجلترا. ونتيجة لهذا الاكتشاف، كان سميث قادرًا على التعرف على الترتيب الذي تشكلت به الصخور. وبعد ستة عشر عامًا من اكتشافه، نشر خريطة جيولوجية لإنجلترا تظهر صخور من مختلف فترات المقياس الزمني الجيولوجي.

## مبادئ التسلسل الزمني النسبي

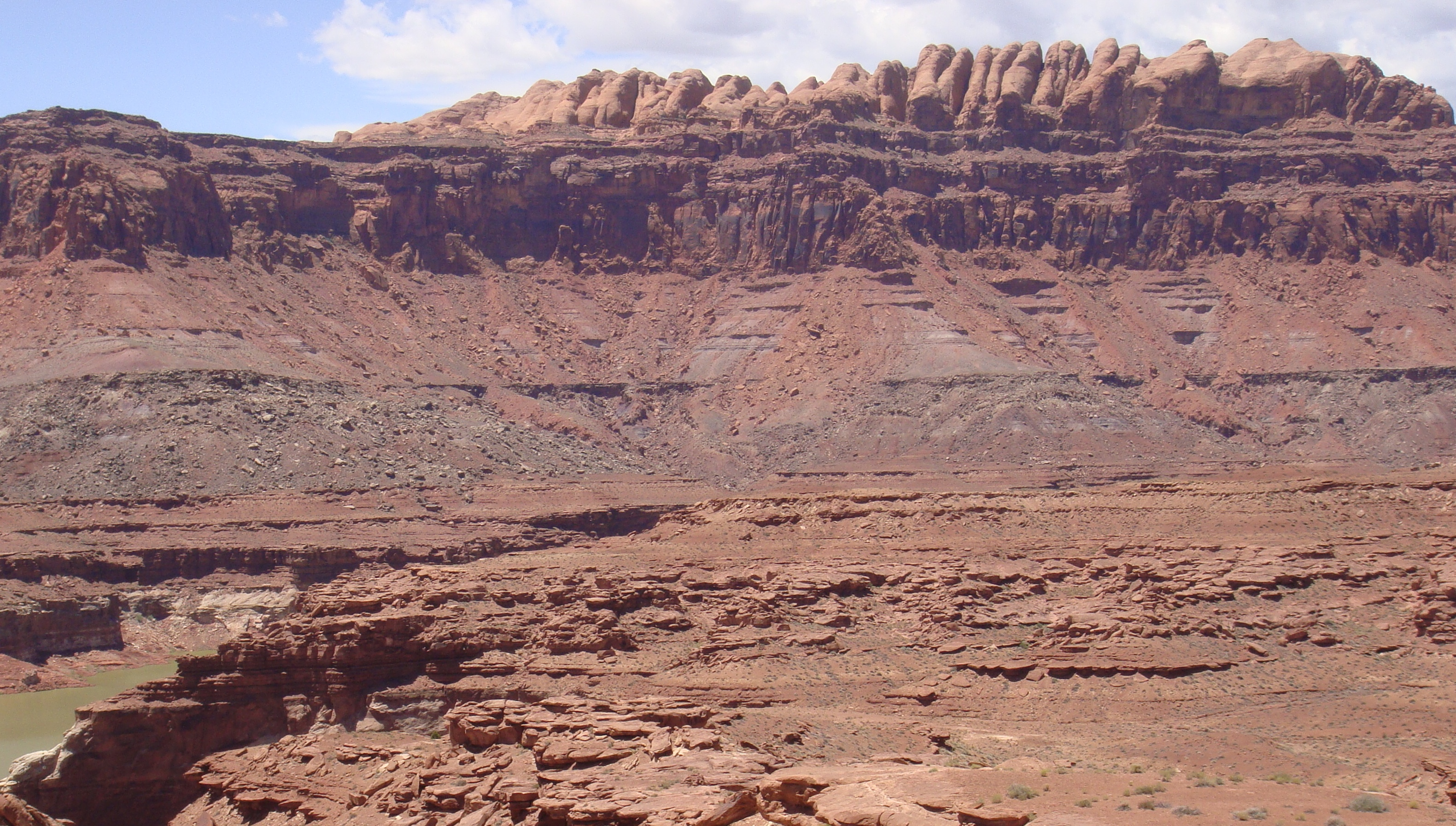
تعد طبقات العصر البرمي في العصر الجوراسي لمنطقة هضبة كولورادو بجنوب شرق ولاية يوتا خير مثال على الترسيب الأفقي وقانون تعاقب الطبقات، فكرتين مهمتين مستخدمتين في التأريخ النسبي. تشكل هذه الطبقات جزءًا كبيرًا من التكوينات الصخرية الشهيرة البارزة في المناطق المحمية على نطاق واسع مثل حديقة كابيتول ريف الوطنية وحديقة كانيونلاندز الوطنية. من أعلى إلى أسفل: قباب حمراء مدورة من حجر نافاجو الرملي، وطبقات تشكلات كاينتا الحمراء، ثم حجر وينجات الرملي الأحمر المكون للأجراف والمتصل عموديًا، وتشكلات تشينل الأرجوانية المكونة للحواف، وطبقات تشكلات مونكوبي ذات اللون الأحمر الباهت، وطبقات الحجر الرملي من تشكلات كاتلر. صورة من منطقة الاستجمام الوطنية غلين كانيون، بولاية يوتا.

وضعت طرق التأريخ النسبي عندما نشأت الجيولوجيا للمرة الأولى بوصفها علومًا شكلية. ولا يزال الجيولوجيون يستخدمون المبادئ التالية اليوم كوسيلة لتوفير معلومات حول التاريخ الجيولوجي وتأريخ الأحداث الجيولوجية.

### أحادية التكوين
يقر مبدأ أحادية التكوين أن العمليات الجيولوجية التي لوحظت في العملية التي تقوم بتعديل القشرة الأرضية في الوقت الحاضر قد عملت كثيرًا بنفس الطريقة خلال الأزمنة الجيولوجية. ومن المبادئ الأساسية للجيولوجيا التي وضعها الطبيب الأسكتلندي في القرن الثامن عشر والجيولوجي جيمس هوتون، هو أن «الحاضر مفتاح الماضي.» وبعبارة هوتون: «يجب أن يفسر التاريخ الماضي لعالمنا من خلال ما يمكن أن ينظر إليه على أنه يحدث الآن.»